# Flying Cloud (Schiff, 1935)
Die Flying Cloud war ein ehemaliger Passagiersegler. Das Schiff wurde 1935 als Frachtmotorsegler in Nantes gebaut.

## Geschichte
Das Schiff wurde 1935 als Oiseau des îles auf der Werft Chantiers Dubigeon in Nantes im Auftrag der Compagnie Francaise des Phosphates de l’Oceanie aus Papeete gebaut. 1957 übernahm die Reederei Servicios Marítimos Mexicanos aus Acapulco das Schiff und ließ es zum Motorschiff Tuxtla umbauen. 1968 erwarb Mike Burke, der Gründer der US-amerikanischen Segelkreuzfahrt-Reederei Windjammer Barefoot Cruises aus Florida das Schiff und ließ es zum Chartersegler umbauen. 2002 wurde das Schiff dem Trinidad-Museum gespendet, dieses lehnte die Spende allerdings ab, woraufhin das Schiff in Port of Spain auflag. 2008 erwarb die British Virgin Islands Scuba Organization aus Tortola das Schiff um es als Tauchattraktion zu versenken, gab das Projekt aber im Juni 2009 auf. 2009 wurde das Schiff schließlich zum Abbruch verkauft.

## Schiffsbeschreibung
Die Flying Cloud war etwa 63 Meter lang, 9,7 Meter breit und hatte einen Tiefgang von knapp 5 Metern. Der Rumpf bestand aus genietetem Stahl. Der Motorsegler hatte drei Masten und war als Barkentine getakelt. Die Segelfläche betrug 1090 Quadratmeter. Das Schiff war für den Betrieb mit 25 Mann Besatzung und 78 Passagieren eingerichtet.